# Língua de sinais estoniana
A Língua de Sinais da Estónia (do inglês: Estonian Sign Language  ou ESL; em Portugal: Língua Gestual da Estónia) é a língua de sinais (pt: língua gestual) usada pela comunidade surda da Estónia, pelo que cerca de 2000 pessoas a usam como língua materna.
A Língua de Sinais da Estónia, como muitas outras línguas gestuais, possui certa influencia das línguas orais locais. Por exemplo, alguns sinais são expressos através do alfabeto datilológico, que representam o equivalente à primeira letra da palavra estónio (por exemplo, o sinal para 'restaurante').
Na sua fase formativa, a Língua de Sinais da Estónia foi influenciada principalmente pelas línguas finlandesa e russa.